# Caeoma dubium
Caeoma dubium är en svampart som beskrevs av C.A. Ludw. 1915. Caeoma dubium ingår i släktet Caeoma, ordningen Pucciniales, klassen Pucciniomycetes, divisionen basidiesvampar och riket svampar.   Inga underarter finns listade i Catalogue of Life.